# Лачплесис
„Ла̀чплесис“ (на латвийски: Lāčplēsis) е латвийски национален епос в 6 части, създадена от поета Андрей Пумпурс, идеолог на националноосвободителното движение, започнало през 60-те години на 19 век. Пропит е с духа на свободата и гордото езичество на латвийските племена. В основата заляга борбата на латвийските племена през 13 век с немските окупатори. Образът на героя е създаден изкуствено, като събирателен от фолклорните предания, в които могат да се наброят поне 5 обширни легенди за Лачплесис. Името му се среща още в средновековната „Ливонска хроника“.
Авторът пише епоса в продължение на 15 години, от 1872 до 1878 г., и го създава на базата на събрани латвийски легенди и предания за могъщия герой Лачплесис. В жилите му тече ливонска кръв и героят оглавява борбата на народа си срещу нашествието на немските рицари. Образът олицетворява смелостта, героизма, справедливостта и надеждата на латвийските племена за извоюване на тяхната свобода. Епосът завършва със „Свобода!“, като думата е написана на руски език, но с латвийската азбука.

## Сюжет
Епосът разказва за приключенията на Лачплесис и други герои, за яростната им борба с тъмните сили, за любовта и човешките страсти. В духа на древните предания, през живота си хората срещат богове, магьосници, добри и лоши духове. Героят Лачплесис е подкрепян и покровителстван от бога-гръмовержец Перконс (Перкунас) и Лайма, богиня на щастието и съдбата, която живее на вълшебната скала Стабурадзе.
Той е избран от боговете за защитник на народа и притежава вълшебна сила, тъй като е потомък на човек и мечка. Тази голяма сила наследява от майка си, но заедно с нея получава и мечешки уши, в които се крие мощта му. Името му означава „Разкъсалият мечка“ (Убиецът на мечки). Получава прозвището си понеже в ранната си възраст спасява човешки живот, като с голи ръце разчеква устата на голяма мечка. Наричан е още Мечеух. Според друга версия Лачплесис има шлем с мечи уши, в които се крие силата му.
По пътя си към поредното приключение, Лачплесис намира подслон в замъка на лорд Айзкраулис и среща дъщерята на домакина – тъмнооката Спидола (Сияеща). Тя обаче се занимава с черна магия и е под контрола на дявола. Спидола силно ненавижда героя, но съвестта не ѝ позволява да се обърне срещу собствения си народ и впоследствие се отрича от тъмното си минало.
Любовта присъства в епоса като силно чувство, свързващо Лачплесис с красавицата Лаймдота (Даваща щастие), която е противоположност на Спидола. Въпреки че е кратка, връзката им е символ на силната, негаснеща любов. При по-нататъшните приключения Лаймдота заминава за Германия, а Лачплесис се загубва в Северно море. Там е открит от дъщерята на Северния вятър и се бори с различни чудовища. По-късно и двамата влюбени се връщат в Латвия, където Лачплесис спечелва ръката на девойката, след като убива естонския великан Калапуйсис, опитващ се да унищожи латвийската земя.
Друг герой, с когото Лачплесис води война, е магьосникът Кангарс, който се е продал на настъпващите немски рицари и им помага да заменят старите, езически богове с християнството. Героят тръгва на бой с немските кръстоносци, но Кангарс го предава, като съобщава на нашествениците, че силата му се крие в мечите уши. Черният рицар е главният злодей и враг на Лачплесис, който загива заедно с него във финалната битка във водите на р. Даугава (Западна Двина). Животът на героя не е дълъг и скоро след сватбата той умира в тази битка, не навършил още 20 години.

## Издания
За първи път епосът е публикуван през 1888 г. и бързо се превръща в класика за латвийската литература. В Латвия е издаван 17 пъти и е преведен на 21 езика – руски, английски, японски и други.

## Награди на името на Лачплесис
- 11 ноември, денят на Лачплесис, е официален празник в страната, посветен на героите, паднали за нейната свобода. Епосът, и съответно празникът, са свързани с по-новата история на Латвия – на този ден, през 1919 г., малобройните латвийски войски отблъскват нападението на немския доброволчески корпус, командван от Бермондт-Авалов. В съветско време празникът е забранен.[3][4]
- Между 1920 и 1940 г. бойният орден „Лачплесис“ е най-висшата военна награда в Латвия за заслуги пред Отечеството.[3]
- Комплектът ордени „Лачплесис І степен“ е един от най-ценните експонати на Държавния исторически музей. През 1925 г. е връчен на главнокомандващия латвийската армия, генерал Янис Балодис. Ордените се излагат пред публика само един път годишно – на 11 ноември, деня на Лачплесис.[3]

## Произведения, свързани с Лачплесис
Образите от епоса, положителни и отрицателни, стават основа за създаване на нови произведения в музиката, литературата, скулптурата, живописта, филмовото изкуство.
- През 1905 г. е публикувана символичната драма „Огън и меч“, в която се ползва образа на Лачплесис, като символ на борбата за свобода. Автор е латвийският поет, драматург, преводач, политик и общественик Райнис (Янис Плиекшанс).[3]
- През 1930 г. излиза 100-минутният филм „Лачплесис“. Режисьор е Александър Рустейкис, а главните роли са поверени на Волдемарс Димзе и Лилита Берзиня. Това е най-значителният филм от ранния период на латвийското игрално кино. Той е направен амбициозно и с опит да се дефинира националната идентичност. Преданието за борбата на Лачплесис с Черния рицар се преплита с исторически мотив – сраженията за свободата на Латвия през 1919 г.[7]
- През 1988 г. на сцена е поставена рокоперата „Лачплесис“, създадена от композитора Зигмарс Лиепинш по либрето на латвийската поетеса Мара Залите.[4]
- През 2007 г. е сниман художественият филм „Стражите на Рига“, гледан от рекордните 123 000 зрители.[4]
- През 2010 г. излиза късометражният филм „Последният Лачплесис“ на режисьора Янис Вингрис, който осмива политическата ситуация в Латвия през последните години.[3]
- През 2012 г. виетнамският художник Као Виет Нгуен публикува в Латвия поредица от комикси, посветени на приключенията на Лачплесис.[8]
- Много улици и магазини в страната, както и поредица от латвийски стоки, носят името на Лачплесис, най-известна от които е светлата бира „Лачплесис“, произвеждана от 1948 г.[4][9]

## Галерия
- Пощенски марки, посветени на епоса
- Благотворителна пощенска марка от 1 сант (1932)
- Благотворителна пощенска марка от 2 санта (1932)
- Благотворителна пощенска марка от 3 санта (1932)
- Благотворителна пощенска марка от 4 санта (1932)
- Благотворителна пощенска марка от 5 санта (1932)
- Благотворителна пощенска марка от 35 санта (1937)